# Віртуальна держава

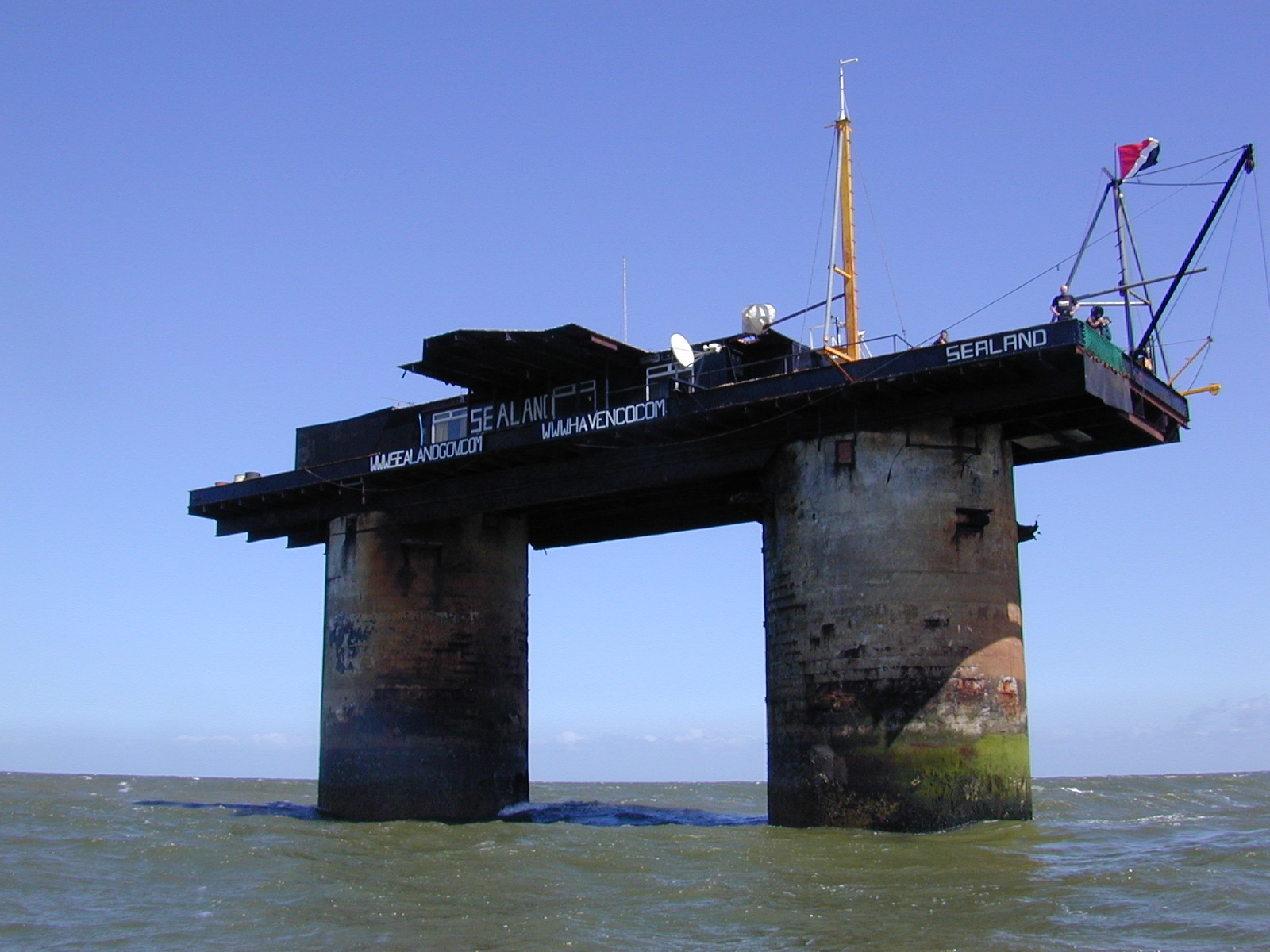
Князівство Сіландія — найвідоміша мікродержава.

Віртуа́льна держа́ва (англ. virtual state), мікрона́ція (англ. micronation) — загальна назва проєктів зі створення нових штучних держав, що існують лише в уяві їхніх творців, на папері або в Інтернеті (цифрових держав), будь-яких утворень, що заявляють про свою державність, але не є державами, а лише імітують їхні певні риси. Віртуальні держави не сприймаються країнами серйозно, на території яких вони проголошені, і не визнаються світовою спільнотою. Деякі з віртуальних держав іменуються також мікродержавами, або мікронаціями, щоб підкреслити, що мова йде про державу з дуже маленькою територією. Деякі з них можуть називатися  кібердержавами  або  фентезійними державами , а також віртуальними націями, з використанням абревіатур MN або μM.
Терміни є неологізмами, що з'явились у 1970-х роках для опису маленьких невизнаних самопроголошених псевдодержавних утворень; з того часу таких «країн» утворилось кілька тисяч . Цей же термін став використовуватись для позначення більш ранніх віртуальних спільнот, деякі з яких існували ще на початку XIX століття.
Мотивами для створення мікродержави є теоретичний досвід, політичний протест, художнє слово, особисті розваги або здійснення злочинної діяльності..
За теорією державності, держава, як суб'єкт міжнародного права, має відповідати таким критеріям:
1. Мати постійне населення
2. Певну територію
3. Уряд
4. Здатність вступати в міжнародні відносини

Мікродержави можуть існувати в різних формах, зокрема у фізичному світі (на суходолі, на морі й у космічному просторі), в Інтернеті, у свідомості їхніх творців або в поєднанні деяких з них. Іноді мікродержави мають територією, але частіше вкрай невелику, розміром з дачну ділянку або маленький острів, наприклад, проголошення незалежності маленького острова біля Сардинії, відокремлення від Естонії двох хуторів та відтворення на їхній території «радянської влади». Найвідомішим прикладом протягом десятиліть є Сіландія. Багато віртуальних держав взагалі не мають території та розташовуються в Інтернеті або в уяві своїх засновників. деякі віртуальні держави заявляють про належність певних територій, однак при цьому не мають над ними реального контролю.
Мікродержави нагадують справжні незалежні держави, але не визнаються такими. Відсутність збройного протистояння з визнаними державами відрізняє їх від сепаратистських режимів. Віртуальні держави можуть та зазвичай прагнуть відтворювати формальні державні атрибути — прапори та герби, грошові знаки, монети, поштові марки, паспорти, відзнаки, вони можуть брати участь у міжнародних форумах, друкувати книги, випускати періодичні видання, проводити спортивні заходи тощо.
Перші віртуальні держави з'явились у кінці XIX століття. В 1990-х роках, з розвитком Інтернету та комунікацій, ідея створення подібних утворень отримала новий розвиток.
Мікродержави, що іноді називають моделлю країни та нових проєктів у країні, є невеликими, самопроголошеними організації, які стверджують, що вони є незалежними суверенними державами, однак, не визнані як такі жодною визнаною суверенною державою, або будь-якою наднаціональною організацією. Їх не слід плутати з «карликовими державами», які є визнаними незалежними державами, але мають невеликий розмір.
За вказаним визначенням не вважаються державами Ватикан або Суверенний військовий Орден Госпітальєрів Святого Івана Єрусалимського, лицарів Родосу і Мальти, в деяких джерелах вони визначаються як державоподібні. З усім тим, ці створення визнаються суб'єктами міжнародного права.

## Уряд
Відповідно до одного з визначень, держава — це політична форма організації життя суспільства, що з'являється після виникнення та діяльності публічної влади. Віртуальні держави прагнуть бути у всьому схожими на справжні. Форми політичного устрою в віртуальних державах різноманітні, це республіки, монархії та навіть джамахірії. У кожній більш-менш розвиненій віртуальній державі є глава (зазвичай главою держави є її засновник), певна форма парламенту та суду. Структура управління може бути дуже різноманітною. Більшість віртуальних держав — монархії, абсолютні або конституційні, вони управляються однією людиною, часто ідеологом створення цього проєкту. Однак, є й винятки — наприклад, Республіка Лакота або Вільне місто Християнія.
Структура законодавчих норм у віртуальних державах зазвичай подібна. Основним, стартовим документом є Декларація незалежності. Її підписання є певним чином початком історії нової країни. Потім зазвичай формується конституція, що визначає основи політичного ладу. У віртуальних державах, як і в реальних, діє безліч кодексів — кримінальний, цивільний, а також велике різноманіття законів. Більшість з них нелегальні.

## Економіка

Поштові марки Сіленд

Економіка віртуальних держав достатньо проста. Більшість таких новоутворень випускають поштові марки, грошові знаки, колекційні монети та інші сувеніри. Частина таких країн пішла далі: вони розміщують у себе віртуальні сервери та продають хостинг, купують та перепродають акції великих світових компаній. Деякі віртуальні держави створюють на своїй території офшорні банки та компанії для відмивання грошей та легалізації бізнесу.

## Віртуальні держави Антарктиди
Першою на території Антарктиди з'явилась держава Вестарктика (англ. Grand Duchy of Westarctica, початкова назва — Ахейська територія Антарктиди). Її засновник Тревіс Макгенрі 2001-го року висунув територіальні претензії на землю Мері Берд (єдину нейтральну територією в Антарктиді, на яку офіційно не претендує жодна з визнаних держав). Згодом в Антарктиді з'явилося ще кілька мікродержав (див. список в кінці розділу).
2008 року був створений Антарктичний союз мікродержав (ісп. Grupo del Acuerdo Micronational Antartico або GAMA). Його засновниками були мікродержави Фінінсмунд, Мері-Стейт та Велике герцогство Фландренсіс. Нові країни можуть вступити до GAMA, але протягом перших 3 місяців не мають право висувати територіальні претензії. У разі самоліквідації володіння країн переходять у спільну власність GAMA. Під самоліквідацією розуміється відсутність відповідей на службові листи протягом певного часу. Між державами-членами Союзу існують невирішені територіальні розбіжності.
Майже всі мікродержави GAMA розташовані на Землі Мері Берд, Землі Королеви Мод та Антарктичному півострові.
2009-го року вибухнула Родезійська війна мікродержави між Королівством Фінінсмунд та Республікою Родезією (перша і поки єдина війна в Антарктиді). Родезія запропонувала Фінінсмунду договір, за яким усі землі Фінінсмунда відходили Родезії. Фінінсмунд через неуважність договір підписав, але потім відмовився його виконувати. У відповідь Родезія зробила кілька хакерських атак на сайт Фінінсмунда. За підсумками війни і внаслідок дипломатичних зусиль інших мікродержав Фінінсмунд задовольнив претензії Родезії та потім припинив своє існування.
Список мікродержав Антарктиди:
- Вестарктика (утворена 2001-го року, найстаріша держава в Антарктиді, претендує на землю Мері Берд)
- Королівство Фінінсмунд (утворене 2008-го року, претендувало на південь землі Королеви Мод і схід землі Мері Берд). Припинило своє існування 2009-го року, всі землі відійшли Республіці Родезія.
- Республіка Південна Георгія (утворена 2010-го року жителями однойменного острова; єдина мікродержава, що має реальну присутність в Антарктичному регіоні).
- Республіка Мері (утворена 2008-го року, претендує на захід землі Мері Берд).
- Велике герцогство Фландренсіс (утворене 2008 року, претендує на деякі острови біля берегів Антарктиди).
- Keep Watch (утворено 2006-го року).
- Федеративні штати Антарктиди (претендує на всю Антарктиду та частину Південного океану, складається з 7 штатів та федерального округу; антарктичні оази, вільні від льоду, розглядає як свої анклави).
- Федерація Західної Антарктики.
- Антарктичне товариство Ландашир (друга за віком мікродержава континенту, засноване 2001-го року одразу після появи Вестарктики; об'єднання кількох маловідомих держав Антарктиди).
- Герцогство Аркель (васал Великого герцогства Фландренсіс).
- Спільнота Азусан (об'єднання 3 держав).

У листопаді 2016 року від членства в союзі відмовилися найстаріші й найактивніші країни, після чого він зазнав занепаду й припинення діяльності, яка була відновлена колишніми членами (зокрема Вестарктикою, Ужупісом і Монтескано) 24 лютого 2020 року.
Крім антарктичних мікронацій, на Антарктиду претендують деякі мікронації, основна територія яких розташована поза Антарктидою (наприклад Домініон Мелхиседека та Американська Радянська Республіка)

## Список деяких віртуальних держав
| Офіційна назва                                          | Прапор | Засновано | Опис | Лідер                           |
| ------------------------------------------------------- | ------ | --------- | --- | ------------------------------- |
| Арамоана                                                |        | 1980      | Маленька громада в Новій Зеландії, проголосила себе незалежною як протест проти будівництва алюмінієвої плавильні на прилеглій території. Членами громади був встановлений прикордонний пост, посольство, були надруковані паспорти, посвідчення громадян, поштові марки. Корпорація відмовилася від своїх планів на фоні зниження цін на алюміній, Арамоана мирно була реінтегрована до Нової Зеландії на початку 80-х. |                                 |
| Асгардія                                                |        | 2016      | Мікронація, що створюється в космосі і претендує на визнання як окремої держави.. | Ігор Ашурбейлі                  |
| Ахзівленд (івр. מדינת אכזיב — Мединат Ахзів)            |        | 1952      | Мікродержава, розташована в Ізраїлі, заснована хіпі та колишнім моряком Елі Авіві. Складається з прибережного анклаву, колишньої частини арабського села Ахзів, десятитисячне населення якого було вигнано під час війни 1948-го року. | Елі Авіві                       |
| Бьорнська Соціалістична Республіка                      |        | 2005      | Самопроголошена марксистська держава, заснована на принципах вигаданого групою шведських студентів вчення Бьорн. Має 6 м² площі на камені, «схожому на трактор» біля озера в Сконе, Швеція. Визнано мікродержавою Долоні. |                                 |
| Королівство Валті                                       |        | 2006      | Лісова територія площею 50 м² біля Посіо, Фінляндія, створена жартома Арі Пелтоненом. Радіо Гельсінкі і Helsingin Sanomat спостерігають за розвитком «держави». | Арі Пелтонен                    |
| Республіка Вангамомона                                  |        | 1989      | Несерйозна мікродержава, створена для залучення туристів, заснована в однойменному новозеландському сільському містечку. За свою коротку історію мала чотирьох президентів, лише двоє з яких були людьми. Двома іншими були козел та пудель. | Мурті Кеннард                   |
| Незалежна вільна територія Венстонія                    |        | 1994      | Була створена протестувальниками проти будівництва сполучної дороги M11 через Вонстед в північно-східному Лондоні. Разом з Венстонією одноночасно були створені Лейтонстонія і Евфорія. |                                 |
| Вейвленд                                                |        | 1997      | Розташована на невеликому скелястому острові в північній частині Атлантичного океану, відомому як Роколл. «Ґрінпіс» захопив цей острів як протест проти видобутку нафти в цьому регіоні. |                                 |
| Вейшнорія                                               |        | 2017      | Умовний супротивник союзу Росії та Білорусі за легендою військових навчань «Захід-2017», який став інтернет-мемом, а потім оформився як кібердержава. |                                 |
| Вендланд                                                |        | 1980      | Німецький протиядерний протест в Люхов-Данненбергу, розігнаний поліцією через кілька тижнів. |                                 |
| Віртландія                                              |        | 2008      | Претендує на звання першої у світі суверенної держави, що базується в інтернеті. Віртландія — це експеримент щодо легітимності та стійкості держави, що не має власної географічної території. |                                 |
| Гайдуцька Республіка Міята Томіча                       |        | 2002      | Протестне утворення місцевих жителів на горі Вран у національному парку Блідіньє, Боснія і Герцеговина, виникло внаслідок проблем в роботі місцевої системи електропостачання. | Вінко Вуко Ластвік              |
| Гей-он-Вай                                              |        | 1977      | Місто в Уельсі, незалежність проголошена бібліофілом Річардом Бутом, стала рекламним трюком для залучення туристів. За успішне просування Гей-он-Вай як «Книжкове місто» Бут 2004 року став кавалером Ордена Британської імперії. | Річард Бут                      |
| Королівство Гуманності                                  |        | 1887      | Нині не існує, перебувало на Островах Спратлі з 1932-го (юридично — з 1887-го) року. У вересні 1963-го року увійшло до складу республіки Морак-Сонграті-Мідс. |                                 |
| Дубелдека                                               |        | 2000      | Князівство Дубелдека було проголошено в місті Braemar Lodge біля Mittagong/Bowral, NSW, Австралія, доктором Везудео та Дорін Хендекер під час суперечки в місцевій раді з приводу розташування ліній відведення стічних вод. | Везудео Хендекер                |
| Етерна Люцина                                           |        | 1978      | Австралійська мікродержава, заснована самопроголошеним бароном, який претендує на власність в Новому Південному Уельсі, що належить йому. Кільком пов'язаним із ним бізнесменам 1990-го року були пред'явлені звинувачення в афері з земельними ділянками та шахрайстві з візами. | Пол Ньюман Барон                |
| Королівство Енен-Кіо                                    |        | 1994      | Називається так само як північний атол Маршаллових островів, з маршальської мови назва перекладається як «острів помаранчевих кольорів». Вимагає територію атола Вейк на Маршаллових островах та вважається проголошеним для шахрайства з паспортами та дипломатичними паперами. |                                 |
| Королівство Іншого Світу                                |        | 1996      | Абсолютна монархія/Матріархат з БДСМ спрямуванням, де жінки панують над чоловіками, розташоване в Чеській Республіці. |                                 |
| Республіка Конка (Мушля)                                |        | 1982      | Республіка, проголосила незалежність від США 1982-го року, після того, як патруль перекрив автостраду US1 у Флорида-Кіс. | Денніс Уардлоу                  |
| Л'Анс-Сент-Джон                                         |        | 1997      | Створено для розвитку туризму в однойменному містечку канадської провінції Квебек (провінція). | Денис Тремблей                  |
| Лланруст, cy:Llanrwst                                   |        | 1276      | Місто в Кону, Уельс. Ллівелін Останній надав статус «Вільного міста». 1947-го року невдало спробував вступити до ООН. | Ллівелін Останній               |
| Князівство Мальборо                                     |        | 1993      | Розташовувалось в Австралії. Його творець оголосив свою ферму незалежною державою, щоб уникнути виселення після банкрутства. Він був виселений поліцією менш ніж за тиждень, притягнутий до судової відповідальності і відтоді відмовився від будь-яких спроб проголошення незалежності. | Джордж Майрхед                  |
| Домініон Мельхіседека                                   |        | 1986      | Домініон Мельхіседека (ДМ) найбільш відомий причетністю до банківських шахрайств у великих обсягах у багатьох частинах світу. | Річард Джеймс Макдональд        |
| Морак-Сонграті-Мідс                                     |        | 1959      | Вважається розташованою на Островах Спратлі. Після відкриття нафти 1968-го року територія фактично перебуває під військовим контролем Китайської Народної Республіки, Малайзії, Філіппін, Тайваня і В'єтнаму. |                                 |
| Новий Рим                                               |        | 1998      | Міжнародна організація осіб, що вважають себе сучасними римлянами, має адміністративну структуру, подібну до античної Римської республіки. |                                 |
| Нутопія                                                 |        | 1973      | Уявна країна, створена Джоном Ленноном і Оно Йоко за мотивами їхньої пісні Imagine (дослівно з англ. — Уяви́). |                                 |
| Зубровка                                                |        | 2014      | Вигадана східноєвропейська країна, схожа на Угорщину чи Богемію, що вперше була представлена в комедії Готель «Ґранд Будапешт». Коли користувачі інтернету стали цікавитись Зубровкою та її розташуванням, з'явилися групи в соціальних мережах, в яких Зубровка зазначаєтся як віртуальна країна, з можливістю отримати її громадянство. |                                 |
| Остіназія [Архівовано 2 травня 2022 у Wayback Machine.] |        | 2008      | Територіальна мікродержава, заснована Джонатаном Остіном; включає його будинок, будинок його друга та площа на Шотландських висотах. | Джонатан Остін                  |
| Мирна Земля                                             |        | 2008      | Розташована в Чеській Республіці у військовій зоні Гора Брди, контролюється Ґрінпісом. |                                 |
| Павлівська імперія                                      |        | 2012      | Віртуальна держава, яка оголосила о символічних територіальних претензіях на 7 зімельних ділянках у Европі та у Антарктиді. Павлівська імперія була заснована в 2012 році Діонісієм Тезджаном. Павлівська Імперія проголосила себе нацією, але не була визнана ООН або якоюсь державою. Павлів управляється як автократична конституційна монархія в голові з самопроголошеним імператором Діонісієм Тезджаном. | Діонісій Тезджан (Олександр IV) |
| Республіка Пещеніца                                     |        | 1990-ті   | Сатирично-пародійний проект — диктаторська республіка знаного хорватського мандрівного волоцюги Желько Малнара, розташована в Загребі, Хорватія. | Желько Малнар                   |
| Республіка острову Троянд                               |        | 1968      | Спроба створити незалежну державу на морській платформі в міжнародних водах біля італійського міста Ріміні, незабаром після створення захоплена італійською державою і зруйнована вибухом. | Джорджіо Роза                   |
| Сіландія                                                |        | 1967      | Покинута платформа Рафс-Тауер була оголошена незалежною державою. 2006 року на платформі сталась пожежа. | Педді Рой Бейтс                 |
| Сулу і Сабах                                            |        | 1823      | Вважає себе законним наступником Султанату Сулу і власником філіппінського архіпелагу Сулу і малайзійського штату Сабах. |                                 |
| Санда                                                   |        | Невідомо  | Вважає себе законним сучасним наступником давнього королівства Санда і Галу, перебуває у вигнанні у Швейцарії. |                                 |
| Талосса                                                 |        | 1979      | Створено як королівство на території власної кімнати 13-річним жителем Мілвокі, Вісконсин, Робертом Беном Медісоном. Медісон вважається автором терміну «мікронація», хоча на даний час Талосса уникає його вживання. | Джон Вуллі                      |
| Титульний Суверенний Народ України                      |        | 1996      | Існувало з 1996, по 2016 рік, на території села Бакаївка, чернігівської області, України. Група людей створила самопроголошені владні структури, органи місцевого самоврядування, судові та правоохоронні органи, а також фінансові установи. Члени незаконного об'єднання не визнавали повноваження державних органів України та відмовлялися виконувати вимоги українського законодавства. У СБУ зазначають, що учасники цього об'єднання видавали мешканцям регіону "паспорти людини корінного народу України", які передбачали звільнення від оподаткування, ухилення від сплати комунальних платежів та недоторканність майна. Під час обшуків було вилучено статути об'єднання, бланки паспортів довільного зразка, водійські права, банкноти власного виготовлення та автомобільні номери. Наприкінці 2016 року, СБУ, порушила кримінальну справу, проти засновників цієї організації. | Брилів Олег Олексійович         |
| Фландренсіс                                             |        | 2008      | Претендує на кілька островів Антарктики. | Нільс Вермеерш                  |
| Філеттіно                                               |        | 2011      | Мер маленького (з населенням близько 550 осіб) італійського містечка оголосив незалежність від Італії на знак протесту проти заходів економії, зроблених внаслідок європейської економічної кризи. Філеттіно надрукувало свою власну валюту, Фіоріто. | Лука Селларі                    |
| Форуік                                                  |        | 2008      | Острівець у складі Шетландських островів, проголошений коронною землею пенсіонером Стюартом Хіллом. Він стверджує, що Велика Британія порушила умови угоди, укладеної 1469-го року, не дозволивши Данії викупити закладені шотландцям Шетландські та Оркнейські острови. | Стюарт Хілл                     |
| Фрестонія                                               |        | 1977      | Фрестон Роад з Західного Лондона «відокремився» від Сполученого Королівства назвавши свою «державу» Фрестонія. У правовому спорі щодо несанкціонованого доступу до гри The Immortalist, Хіткот Вільямс виграв справу у британських судах, довівши, що Фрестонія не частина Сполученого Королівства. |                                 |
| Вільне місто Християнія                                 |        | 1997      | Частково самоврядне, неофіційна «держава всередині держави» в районі Христіансхавн Копенгагена, данської столиці. Всупереч супротивникам серед данської влади, має особливий напівлегальний статус в Данії та часткову незалежність. Виникла 1971-го року, коли група хіпі незаконно вселилась до занедбаних військових казарм в Копенгагені. Одним з найбільш значущих в історії Християнії був Якоб Лудвігсен (дан. Jacob Ludvigsen), що видавав анархістську газету, в якій оголосив проголошення вільного міста. |                                 |
| Вільний Острів Принцеси Марії                           |        | 2009      | Королівство. Конституційна монархія, організована групою громадян різних держав. Останнім часом знаходиться на глибині близько 60 метрів, в зоні підйому Атлантичного хребта. 43°12′31″ пн. ш. 30°29′12.34″ зх. д. / 43.20861° пн. ш. 30.4867611° зх. д. приблизно за 300 миль (480 км) на північ від Азорських островів, 1000 миль на захід від узбережжя Франції. Державна валюта Острова — Талер, електронні гроші із зобов'язанням зворотного викупу. |                                 |

## Віртуальні держави з книги#Micronations
| Офіційна назва                                                      | Прапор | Засновано | Опис | Лідер                   |
| ------------------------------------------------------------------- | ------ | --------- | --- | ----------------------- |
| Аврам                                                               |        | 1980      | Мікродержава без чітких меж, заснована самопроголошеним герцогом, який згодом був обраний до парламенту Тасманії. | Джон Чарлтон Радж       |
| Аерична Імперія                                                     |        | 1987      | Мікродержава, заснована канадцем Еріком Лисом в дитинстві. Підтримується протягом кількох десятиліть. Претендує на різні наземні та міжпланетні території, звані Аеричні землі. | Ерік Лис                |
| Атлантіум                                                           |        | 1981      | Глобальна суверенна група, розташована в Австралії, заснована в Сіднеї Джорджем Френсісом Крукшенком. | Джордж Крукшенк         |
| Британська Західна Флорида (англ. Dominion of British West Florida) |        | 2005      | Мікродержава, претендує на воскресіння однойменної британської колонії. | Бо Регістер             |
| Князівство Віксленд                                                 |        | 2005      | Розташоване в Манітобі, Канада, створене для документального телевізійного фільму про мікродержави, має два володіння біля міста Брендон. |                         |
| Князівство Гатт-Рівер                                               |        | 1970      | Велика сільськогосподарська територія в Західної Австралії, через запровадження 1969-го року квот на пшеницю відокремилась від Австралійського союзу та проголосила себе суверенною державою. | Леонард Кеслей          |
| Королівство геїв і лесбійок                                         |        | 2004      | Засноване як символічний протест активістів гей-організацій, розташоване у Квінсленді, Австралія. | Дейл Андерсон           |
| Королівство Еллеорі                                                 |        | 1944      | Жартівлива мікродержава, засноване групою вчителів в літньому таборі на острові Еллеорі в Данії. |                         |
| Імперія Коупман                                                     |        | 2003      | Імперією Коупман управляє зі стоянки для автопричепів в графстві Норфолк її засновник — Нік Коупман, який проголосив себе Королем Ніколасом I | Нік Коупман             |
| Кугелмагл                                                           |        | 1984      | Будинок у формі кулі, створений художником Едвіном Ліпбургером, останнім часом знаходиться в Пратері. | Едвін Лімбургер         |
| Велике герцогство Лагоанських островів                              |        | 2005      | Творіння самозваного Великого Герцога Льюїса, який стверджує, що три маленькі острівці в Баффіновому ставку поблизу Портсмута не належать місцевій раді. | Луї Стефана             |
| Ладонія                                                             |        | 1980      | Засновано шведським художником Ларсом Вілксом як місце для розміщення скульптур, створених ним у заповіднику Куллаберг в північно-західній частині Сконе. |                         |
| Ланді                                                               |        | 1925      | Острів біля західного узбережжя Англії, який історично, в XII-XIII століттях мав напівнезалежний статус і час від часу оголошував незалежність від Англії під владою різних воєначальників. З 1925-го по 1931-ий рік його власник оголосив себе королем та навіть карбував монети, але формальна незалежність проголошена не була. | Мартін Коулз Хармен     |
| Лізбекістан                                                         |        |           | Популярний мережевий проект, створений австралійською художницею Ліз Стірлінг. | Ліз Стірлінг            |
| Республіка Мінерва                                                  |        | 1973      | Спроба створити нову лібертаріанську сільськогосподарську державу на рифі Мінерва на південь від Фіджі. Незабаром після проголошення була захоплена і анексована Тонгою. | Морріс С. Девіс         |
| Молоссія                                                            |        | 1977      | Створено Кевіном Бо, займає напівсільську населену територію в Неваді. Створено напівжартома як диктаторська бананова республіка. | Кевін Бо                |
| Нова Утопія                                                         |        | 1990-ті   | Створений американським підприємцем Лазарусом Лонгом проект мікродержави, що базується на лібертаріанських принципах, мала бути створена на морській платформі в Карибському морі. Нинішній статус проекту незрозумілий. | Лазар Лонг              |
| Північний Лісовий Архіпелаг                                         |        | 1998      | Екологічно спрямований проект, розташований на північному сході США в Північній лісовій території штату Нью-Йорк, складається з багатьох приватних території, що не мають спільних меж. | Джеймс Шеффілд          |
| Королівство Прекрасного                                             |        | 2004      | Базується в мережі Інтернет, засноване коміком Денні Воллесом в рамках телевізійної програми на каналі «Бі-Бі-Сі» «Як створити свою власну державу», вважає квартиру свого творця суверенною територією. | Денні Уоллес            |
| Незалежні Штати Райдужного Струмка                                  |        | 1979      | Створені фермером, який «відокремився» від штату Вікторія після пошкодження угідь потоками, визначеними ним як посилені внаслідок некомпетентності управління водних ресурсів штату. | Томас Барнс             |
| Королівство Редонда                                                 |        | 1865      | Невеликий незаселений острівець в Карибському морі, нині територія Антигуа і Барбуда. 1865-го року житель острова Монтсеррат, вірогідно від королеви Вікторії отримав титул короля Редонди за умови не здійснювати будь-яких повстань проти колоніальної влади.                                                                    |                         |
| Республіка Соже                                                     |        | 1947      | Офіційно підтримувана мікродержава, розташована на сході Франції в Ду. | Жоржетта Бертін-Паурчет |
| Князівство Себорга                                                  |        | 954       | Місто в італійському регіоні Лігурія, ніколи не входило до складу сучасної Італії. | Марчелло I              |